# Niels Kristensen (roer)
 Der er flere personer med dette navn, se Niels Kristensen.
Niels Kristensen (12. december 1920 - ukendt dødsdato) var en dansk roer fra Brande.
Kristensen deltog ved OL 1952 i Helsinki, hvor han sammen med Ove Nielsen, Peter Hansen, Bent Blach Petersen og styrmand Ejvind Christensen udgjorde den danske firer med styrmand. Danskerne sluttede på tredjepladsen i det indledende heat, hvor man blev besejret af de senere bronzevindere fra USA samt Storbritannien. Herefter vandt danskerne et opsamlingsheat, inden de slutteligt kom ind på sidstepladsen i sit semifinaleheat mod Storbritannien og Norge, hvilket betød at man var ude af konkurrencen.
Kristensen vandt desuden en EM-guldmedalje i firer med styrmand ved EM 1950 i Milano og en bronzemedalje i samme disciplin ved EM 1949 i Amsterdam.